# The Good Son Vs. The Only Daughter - The Blemish Remixes
The Good Son Vs. The Only Daughter - The Blemish Remixes è il primo album di remix del musicista britannico David Sylvian, pubblicato nel 2005 dalla Samadhisound.

## Il disco
Contiene i remix del precedente Blemish, pubblicato nel 2003. Secondo una recensione del sito All About Jazz, i brani «si dimostrano essere ottimi terreni per la voce calda e inconfondibile di Sylvian», mentre Igloo Magazine ne apprezza la sua omogeneità. Fra gli autori dei remix vi sono Ryoji Ikeda, Burnt Friedman e Jan Bang.

## Tracce
1. The Only Daughter (Remixed by Ryoji Ikeda) – 5:49
2. Blemish (Remixed by Burnt Friedman) – 4:50
3. The Heart Knows Better (Remixed by Sweet Billy Pilgrim) – 5:29
4. A Fire in the Forest (Remixed by Readymade FC) – 5:05
5. The Good Son (Remixed by Yoshihiro Hanno) – 4:33
6. Late Night Shopping (Remixed by Burnt Friedman) – 2:51
7. How Little We Need to Be Happy (Remixed by Tatsuhiko Asano) – 4:35
8. The Only Daughter (Remixed by Jan Bang and Erik Honoré) – 5:28
9. Blemish (Remixed by Akira Rabelais) – 10:11